# Tobias Hegewald
Tobias Hegewald, född 3 augusti 1989 i Neuwied, är en tysk racerförare.

## Racingkarriär
| År                                               | Klass/Mästerskap                          | Team                         | Bil                       | Totalt/poäng   | Bästa placering              |
| ------------------------------------------------ | ----------------------------------------- | ---------------------------- | ------------------------- | -------------- | ---------------------------- |
| 2005                                             | Formula BMW ADAC                          | ADAC Berlin-Brandenburg e.V. | Mygale FB02 (BMW K1200RS) | 20:e/6p        | ?                            |
| 2005                                             | Formula BMW USA                           | Atlantic Racing Team         | Mygale FB02 (BMW K1200RS) | 15:a/22p       | ?                            |
| 2005                                             | Formula BMW World Final                   | ASL Team Mücke Motorsport    | Mygale FB02 (BMW K1200RS) | 24:a           | 24:a                         |
| 2006                                             | Formula BMW ADAC                          | ADAC Mittelrhein e.V.        | Mygale FB02 (BMW K1200RS) | 13:e/29p       | ?                            |
| 2006                                             | Formula BMW USA                           | Mosquito Motorsports         | Mygale FB02 (BMW K1200RS) | 14:e/23p       | ?                            |
| 2006                                             | Formula BMW World Final                   | AIM Autosport                | Mygale FB02 (BMW K1200RS) | 33:a           | 33:a                         |
| 2007                                             | Formula Renault 2.0 Eurocup               | Motorsport Arena             | Tatuus FR2000 (Renault)   | 13:e/25p       | 2:a på Magny-Cours (Race 2)  |
| 2007                                             | Formula Renault 2.0 Northern European Cup | Motorsport Arena             | Tatuus FR2000 (Renault)   | 2:a/297p       | Tre segrar                   |
| 2008                                             | Formula Renault 2.0 Eurocup               | Motopark Academy             | Tatuus FR2000 (Renault)   | 5:a/71p        | 2:a i Barcelona (Race 1)     |
| 2008                                             | Formula Renault 2.0 Northern European Cup | Motopark Academy             | Tatuus FR2000 (Renault)   | 3:a/260p       | 1:a på Zolder (Race 2)       |
| 2008                                             | Formula Palmer Audi Autumn Trophy         | ?                            | ?                         | 7:a/63p        | ?                            |
| 2009                                             | Formula Renault 3.5 Series                | Interwetten.com              | Dallara FR35 (Renault)    | -/0p           | 14:e på Spa (Race 1)         |
| 2009                                             | FIA Formula Two Championship              | Interwetten (huvudsponsor)   | Williams JPH1 F2 (Audi)   | 6:a/46p        | Två segrar                   |
| 2010                                             | GP3 Series                                | RSC Mücke Motorsport         | Dallara GP3/10 (Renault)  | 22:a/6p        | 4:a på Silverstone (Race 1)  |
| 2010                                             | F3 Euroseries                             | Motopark Academy             | Dallara F308 (Volkswagen) | 16:e/8p        | 7:a på Oschersleben (Race 2) |
| 2011                                             | FIA Formula Two Championship              | CMG (huvudsponsor)           | Williams JPH1B F2 (Audi)  | säsongen pågår | säsongen pågår               |
| Senast uppdaterad: 2011-05-07 (4995 dagar sedan) |                                           |                              |                           |                |                              |